# Nuque

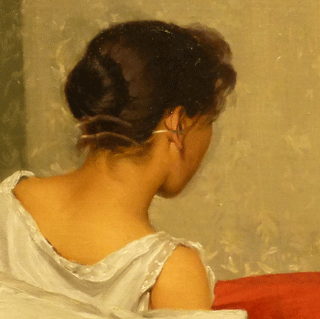
Une nuque sous un chignon, détail de peinture par Félix Valloton

La nuque est la partie postérieure du cou, située au-dessous de l'occiput. Elle correspond à la partie dorsale du cou, c'est-à-dire la région du cou située en arrière d'un plan frontal passant par les processus transverses des vertèbres cervicales. Ces dernières vertèbres y sont recouvertes par les muscles trapèzes.

## Origine et vocabulaire

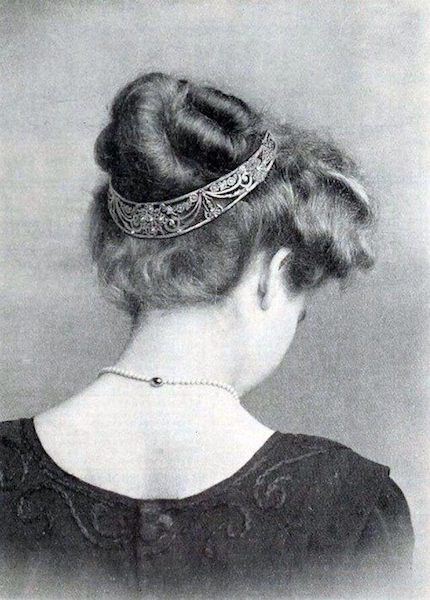
Nuque et chignon retenu par un diadème, v. 1900

Le mot nuque signifie d'abord « moelle épinière » ; il est attesté en français dans le célèbre ouvrage sur la chirurgie d'Henri de Mondeville vers 1314. Il provient du mot latin médiéval de genre féminin nuca ou nucha, de même signification, la dernière graphie attestée au XIe siècle dans les écrits de Constantin l'Africain. Il ne prend toutefois sa signification commune et actuelle qu'au XVIe siècle.
En général, les mots désignant en langue française les parties communes du corps ont une origine latine, ce qui n'empêche nullement des doublets savants très souvent d'origine grecque légués par la civilisation gréco-romaine. Le mot « nuque » fait figure d'exception car le latin médiéval nucha est un emprunt à l'arabe nukhāʿ (نُخاع), signifiant précisément « moelle épinière » dans le vocabulaire médical, et peut-être déjà dans une acception plus générale, ce qui commence à l'arrière du cou. 
L'ancien français chaaignon, nom commun masculin au XIIe siècle mais déjà attesté dans la Chanson de Roland en 1080, désigne autrefois la nuque au sens de « chaîne de vertèbres ». Ce mot en ancien français est d'ailleurs polysémique, désignant aussi une chaîne, un collier, l'anneau d'une chaîne ou encore la natte, le chignon. Il est dérivé directement du mot latin populaire catenio, catenionis indiquant la chaîne de vertèbres, ce dernier issu du mot latin féminin catena, chaîne. 

### Terme français Outre-atlantique
La nuque se nomme « chignon » en français cadien. Les chignons féminins ou masculins sont confectionnés avec la longue chevelure qui recouvre normalement la nuque.

### Lexique
Un couvre-nuque protège la nuque.

### Symbolique
La nuque ou le chignon est moins caractéristique de l'individu que sa figure ou bas du visage dont les traits spécifiques sont des marqueurs forts d'identification d'un individu. C'est pourquoi, notamment dans les cultures paysannes, ce qui a rapport avec la nuque comme l'ordonnancement des cheveux par les nattes, est plutôt un marqueur de positionnement social de l’individu : jeune fille ou jeune homme, mariés ou célibataires, vieillards…[réf. souhaitée]